# 조선사론
조선사론(朝鮮史論)은 단재 신채호의 유고(遺稿)이다. 1946년 광한서림(廣韓書林)에서 발행하였다.